# Edward Grey
Sir Edward Grey (anglès: Edward Grey, 1st Viscount Grey of Fallodon)  (Fallodon, 25 d'abril de 1862 - Fallodon, 7 de setembre de 1933) va ser un home d'estat britànic del Partit Liberal adherent al «Nou Liberalisme». Va servir com a ministre d'Afers Estrangers desde 1905 fins al 1916, la seva va ser la permanència més llarga fins llavors en aquest ministeri. Probablement es més conegut pel seu comentari el 3 d'agost de 1914 en referència a l'esclat de la Primera Guerra Mundial on va dir «Les làmpares s'apaguen per tot Europa, pot ser que no tornem a veure-les enceses mai més» Va firmar l'Acord Sykes-Picot el 16 de maig de 1916. Ennoblit el 1916, va ser ambaixador als Estats Units entre 1919 i 1920 i líder dels liberales a la Càmara dels Lords entre 1923 i 1924.